# Siegfried Geyer
Pour les articles homonymes, voir Geyer.
Siegfried Geyer, nom de plume de Siegfried Geyerhahn (né le 23 janvier 1883 à Marchegg, mort début 1945 en Hongrie) est un dramaturge, journaliste, scénariste, directeur de théâtre et traducteur autrichien.

## Biographie
Siegfried Geyer est le fils de l'homme d'affaires Bernhard Geyerhahn, personne d'origine juive. Il commence sa carrière professionnelle en 1904 comme stagiaire au Schauspielhaus de Berlin. Il devient critique de théâtre et correspondant pour des journaux nationaux et étrangers. Au cours des décennies suivantes, Geyer écrit des pièces avec des nuances satiriques ou un personnage folklorique joyeux. Certaines de ces œuvres, pour la plupart des comédies, sont créées en collaboration avec d'autres auteurs tels que Paul Frank (de), Rudolf Österreicher, Karl Farkas (de) ou sous forme d'adaptations allemandes, comme les œuvres de Ladislas Fodor, et certaines sont également adaptées au cinéma.
En 1919, Siegfried Geyer établit son premier contact avec le cinéma autrichien en écrivant deux scénarios réalisés par Rudolf Stiassny. Néanmoins, Geyer est largement à l'écart du cinéma par la suite. Il écrit à nouveau pour des films qu'au milieu des années 1930. Entre-temps, il se consacre intensément au théâtre : Siegfried Geyer dirige pendant plusieurs années à partir de 1922 plusieurs théâtres de la capitale autrichienne, dont le Neue Wiener Bühne, le Wiener Kammerspiele et le Bürgertheater ; il est parfois aussi comme dramaturge dans ces lieux. Geyer est aussi rédacteur en chef chez Georg Marton Verlag et traducteur.
Après l'Anschluss en mars 1938, Geyer doit fuir en Hongrie ; pendant le Troisième Reich, ses pièces sont interdites. Il y est arrêté en 1940 et interné par le régime Horthy. Siegfried Geyer meurt violemment ; il aurait été abattu à la frontière hongroise avec la Slovaquie.

## Filmographie
- 1919 : Der Rebell
- 1919 : Der Narr seines Herzens
- 1934 : Ende schlecht, alles gut
- 1936 : Heut' ist der schönste Tag in meinem Leben (de)
- 1936 : Fräulein Lilli (de)